# Time Inc.
Time Inc. je američka izdavačka kuća osnovana 1922. godine sa sjedištem u New Yorku. Izdaje preko 90 časopisa, a najpoznatija je po svom časopisu Time. Osim u Sjedinjenim Američkim Državama, tvrtka ima i dvije velike podružnice u Ujedinjenom Kraljevstvu i Indiji. Dijelom je bio i posjedovao prava i na poznati američki časopis Life, poznatiji kao "časopis u svim formatima". Danas je većinski vlasnik njegova nasljednika internsteske stranice LIFE.com, posvećene novostima i fotografijama. 1990., spajanjem s tvrtkom Warner Communications, postaje jedan od medijski najveći tvrtki u državi, a suradnja dviju tvrtki trajale je do ponovnog izdvajanja Warner Comunicationsa 9. lipnja 2014.

## Povijest
Henry Luce i Briton Hadden, obojica u starosti od 23 godine, 1922. vodili rasprave o konceptu časopisa koje su htjeli izdavati ako bi uspjeli osnovati izdavačko društvo. Ubrzo je krajem spomenute godine osnovan Time Inc, a na uloženih 86.000 američkih dolara, iste godine su zaradili 100.000$, objavljivanjem prvog broja njihova tjednika u 3. ožujka 1923., u cijelim Sjedinjenim Američkim Državama. U novoosnovanoj tvrtci Luce je bio pomoćnik glavnog urednika i menadžera Haddena, ali su se svake godine izmijenjivali na svojim pozicijama predsjednika, sve do neočekivane i nagle Haddenove smrti 1929. godine, kada Luce preuzima cijelu tvrtku pod svoju upravljačku palicu.
Ubrzo je počeo izdavati novi časopis Fortune u veljači 1930., a več 1934. počeo je i izlaziti jedan od najpoznatijih proizvoda tvrtke - časopisn Life. 1952. tvrtka lansira časopis House & Home s temama o dizajnu, unutrašnjem uređenju prostora, arhitekturi i umjetnosti. Dvije godine kasnije, za športski dio čitateljstva, lansira časopis Sports Illustrated. Tijekom 1960-ih tvrtka je bila najveći izdavač na svijetu, a to stanje najbolje je odrazio novinar Fortunea koji je napisao da "Luce izigrava malog diktatora iz 1930-ih - Benita Mussolinija, pa ga je pogrdno prozvao Il Duce."
U svojoj ambicioznoj želji da postane državni tajnik, kao kandidat republikanske stranke, 1941. u časopisu Fortune tiskao je članak pod imenom Američko stoljeće, u kojem se osvrnuo na sve događaje koji su utjecali na vanjsku i unutarnju politiku SAD-a do kraja 1940-ih.
Svjestan činjenice da izdavači iz Drugog svjetskog rata žele izvući samo ekonomsku korist, američki predsjednik Franklin D. Roosevelt 1943. izdanje zabranu posjeta predstavnika časopisa svim ratnim područjima, a za provedbu ovrha, u slučaju kršenja zakona, imenovao je generala Georgea Marshalla. No, povjesničar Alan Brinkley smatra da je Roosvelt napravio veliku grešku, jer je Luceu bio dozvoljeno putovati po cijelom svijetu kako bi navijao za američke vojne snage i Saveznike. Budući da je nakon zabrane ostao u New Yorku, počeo je pisati antiratnu propagandu i zagovarati pacifizam.  Budući da su T. S. Matthews i Whittaker Chambers napravili pritisak na vladu, 1944. Luce odlazi u Europu kao ratni reporter.
1963. tvrtka je zbog sve većih nameta poštarine uvela dostavljanje po poštanskim brojevima, kako bi smanjila rashode.
Luce je glavni urednik i direktor tvrtke bio sve do 1964., a i nakon odlaska u mirovinu ostao je utjecajan član Republikanske stranke SAD-a. Podržavajući antikomunizam pridružio se desnom centru svoje stranke, koja je zagovarala rušenje komunističkih režima. Zbog svojih velikih napora da nagovori Narodnu Republiku Kinu na ostvarivanje diplomatskih i gospodarskih veza bio je prozvan "kineskim lobistom". Odigrao je veliku ulogu u usmjerivanju američke vanjske politike na uređenje Kine kao republike, a na diktature. Tako je zagovarao uspostavljanje i odcjepljenje Tajvana, objavljujući članke o kineskom vojskovođi i državniku Čang Kai.šeku, koji se na naslovnici časopisa Time pojavio jedanaest puta između 1927. i 1955. godine.)
Spajanje Time Inc.-a i Warner Communications-a održano je prije dogovorenog roka, 4. ožujka 1989. Tijekom ljeta iste godine, Paramount Communications je pokrenula borbu vrijednu 12,2 milijarde dolara za kupnju većinskog udjela dionica u Time Inc.-u. To je uzrokovalo tome da je tvrtka Warner ponovno pobijedila ponudivši 14,9 milijardi dolara u gotovini i dio svojih dionica. Paramount je odgovorio podnošenjem tužbe na sudu u Delawareu, gdje je blokirao spajanje ovih dviju tvrtki (iako su se već bile spojile, po zakonu, tijekom sudskog procesa su se odvojila). Na kraju je Paramount kao tužitelj izgubio i tvrtkr su ponovno, i ovaj put službeno, spojile 10. siječnja 1990. Međutim, umjesto da tvrtke postaju izbrisane zbog spajanja, iz njih je zbog novonastalog financijskog udarnog vala sud dao isključiti novu korporativnu strukturu, što je rezultiralo osnivanjem nove tvrtke koja se nazvala "Time Warner".
2008. Time Inc. lansirao je novi internetski časopis i članski servis Maghound s 300 najvećih online izdanja časopisa različitih izdavača u SAD-u.
19. siječnja 2010., tvrtka je postala vlasnikom StyleFeedera, osobnog trgovačkog motora, koji je nadopunio rupe u stjecanju dobiti. Iste godine u kolovozu, tvrtka je objavila da je Ann S. Moore, njezin predsjednik i glavni izvršni urednik, dao ostavku na mjesto direktora i zamijenjen Jackom Griffinom, izvršnim urednikom Meredith Corporation-a, drugog najvećeg izdavača potrošačkih časopisa. U rujnu tvrtka potpisuje ugovor s indijskim izdavačem Anandabazar Patrika iz Kalkute, jednim od najvećih indijskih medijskih korporacija. Nakon potpisivanja ugovora ubrzo je počeo izdavati indijsko izdanje časopisa Fortune pod nazivom Fortune India 500.
6. ožujka 2013. Time Warner je objavio natjecanje za kupnju udjela u javnim poduzećima. Tadašnji predsjednik spomenute tvrtke Jeff Bewkes, rekao je da će se u potpunosti usredotočiti na televizijske i medijske tvrtke, a posebno na Time Inc. kao osnovnog i glavnog tiskovnog medijskog poduzeća. U svibnju 2014. objavljeno je da će Time Inc. postao javno trgovačko društvo 6. lipnja te godine. Potpuna tranzicija zaključena je 9. lipnja 2014.
1. listopada 2013. postaje vlasnikom American Express Publishing Corporation i pripadajućih joj periodičkih izdanja kao što su Travel + Leisure, Food & Wine, Departures, Black Ink i Executive Travel.
14. siječnja 2014. Time Inc. je objavio da se Colin Bodell pridružio tvrtki na poziciji izvršnog potpredsjednika i glavnog tehnološkog direktora.
5. veljače 2014. objavljeno je otpuštanje 500 radnika, što se na kraju nije dogodilo u tolikoj mjeri u samoj tvrtci, već je većina otpuštenih radila u podužnici American Express Publishing-a.
Od travnja 2014., predsjednik Time Inc.-a je Joseph A. Ripp, koji je izvršni direktor od rujna 2013. godine.

## Vanjske poveznice
- (engl.) Službeno mrežno sjedište
- (engl.) Pathfinder (Time Inc. content portal)  Arhivirana inačica izvorne stranice od 16. svibnja 2008. (Wayback Machine)